# 迪雷 (通布圖區)
迪雷（法語：Diré）是馬里的城鎮，位於該國北部，由通布圖區負責管轄，是迪雷省的首府，處於尼日爾河左岸，面積975平方公里，海拔高度257米，2009年人口22,365。
16°15′22″N 3°24′36″W / 16.25611°N 3.41000°W